# Staw obrotowy
Staw obrotowy (articulatio trochoidea) – rodzaj stawu, w którym jedna powierzchnia stawowa w kształcie walca obraca się w stosunku do drugiej. Oś ruchu w takim stawie biegnie wzdłuż długiej osi kości. Wykonywane ruchy to rotacja (ruch obrotowy) w obie strony (np. staw promieniowo-łokciowy bliższy u człowieka).